# سيباي
سيباي (بالروسية: Сибай) هي إحدى مدن روسيا في الكيان الفدرالي الروسي باشكورتوستان.